# RTCN Śrem
Radiowo-Telewizyjne Centrum Nadawcze Śrem – 290-metrowy stalowy maszt, wzniesiony w 1964 w celu emisji sygnału radiowego i telewizyjnego. Plany budowy ośrodka nadawczego dużej mocy dla Poznania powstały już w roku 1958. Prace rozpoczęto trzy lata później. Ważący 220 ton maszt wykonany został przez Mostostal Zabrze. Jego montaż zaczął się wiosną 1963 roku, w czerwcu tegoż roku osiągnął już wysokość 160 metrów, a 1 września 287 metrów. Oficjalne otwarcie obiektu nastąpiło w przeddzień święta XX-lecia PRL – 21 lipca 1964 roku o godzinie 13:00. Maszt usytuowany jest dokładnie we wsi Góra/k. Śremu. Dzięki jego korzystnej lokalizacji, znacznej wysokości i dużych mocach promieniowania, nadajniki umieszczone na tym maszcie pokrywają zasięgiem znaczną część woj. wielkopolskiego, w tym m.in. miasta: Poznań, Leszno, Gniezno, Jarocin, Śrem. Za wzniesienie konstrukcji odpowiadało Poznańskie Przedsiębiorstwo Budownictwa Przemysłowego.
29 sierpnia 2008 rozpoczęła się wymiana telewizyjnego systemu anten. Prace zakończyły się 7 października. Po wymianie tubusa mierzący wcześniej 288 m maszt jest wyższy o 2 metry.

## Parametry[1]
- Wysokość zawieszenia systemów antenowych: Radio: 75, 173, 234, TV: 254, 274 m n.p.t.

## Transmitowane programy

### Programy radiowe
| LP | Program                   | Właściciel                                                           | Częstotliwość | Moc ERP nadajnika | Polaryzacja | Kierunkowość |
| -- | ------------------------- | -------------------------------------------------------------------- | ------------- | ----------------- | ----------- | ------------ |
| 1  | Polskie Radio Program I   | Polskie Radio S.A.                                                   | 92,3 MHz      | 120 kW            | pozioma     | Kierunkowo   |
| 2  | RMF FM                    | Radio Muzyka Fakty Sp. z o.o.                                        | 94,6 MHz      | 120 kW            | pozioma     | Kierunkowo   |
| 3  | Polskie Radio Program III | Polskie Radio S.A.                                                   | 96,4 MHz      | 120 kW            | pozioma     | Kierunkowo   |
| 4  | Meloradio                 | Eurozet Sp. z o.o.                                                   | 99,4 MHz      | 10,7 kW           | pozioma     | Dookólnie    |
| 5  | Radio Poznań              | Polskie Radio – Regionalna Rozgłośnia w Poznaniu "Radio Poznań" S.A. | 100,9 MHz     | 120 kW            | pozioma     | Kierunkowo   |
| 6  | Radio Maryja              | Prowincja Warszawska Zgromadzenia O.O. Redemptorystów                | 106,8 MHz     | 120 kW            | pozioma     | Dookólnie    |

### Programy radiowe – cyfrowe
| Skład multipleksu | Częstotliwość | Kanał | Moc nadajnika | Polaryzacja | Kierunkowość | Kompresja      |
| --- | ------------- | ----- | ------------- | ----------- | ------------ | -------------- |
| DAB+ - Polskie Radio Program I - Polskie Radio Program II - Polskie Radio Program III - Czwórka - Polskie Radio Dzieciom - Radio Poland - Program IV Polskie Radio 24 - Polskie Radio Chopin - Radio Poznań - Polskie Radio Kierowców | 223,936 MHz   | 12A   | 8,5 kW        | pionowo     | kierunkowo   | AAC/AAC+/AAC++ |

### Programy telewizyjne – cyfrowe
| Nazwa multipleksu | Częstotliwość (MHz) | Kanał | Moc (kW) | Polaryzacja | Charakterystyka promieniowania | Standard nadawania | Kompresja | Data uruchomienia nadajnika |
| ----------------- | ------------------- | ----- | -------- | ----------- | ------------------------------ | ------------------ | --------- | --------------------------- |
| MUX 1             | 538 MHz             | 29    | 100 kW   | pozioma (H) | dookólna (ND)                  | DVB-T2             | HEVC      | 11 maja 2012                |
| MUX 2             | 490 MHz             | 23    | 100 kW   | pozioma (H) | dookólna (ND)                  | DVB-T2             | HEVC      | 30 września 2010            |
| MUX 3 (Poznań)    | 522 MHz             | 27    | 110 kW   | pozioma (H) | dookólna (ND)                  | DVB-T2             | HEVC      | 27 października 2010        |
| MUX 4             | 642 MHz             | 42    | 100 kW   | pozioma (H) | dookólna (ND)                  | DVB-T2             | HEVC      | 30 czerwca 2021             |
| MUX 6             | 618 MHz             | 39    | 100 kW   | pozioma (H) | dookólna (ND)                  | DVB-T2             | HEVC      | 18 listopada 2020           |
| MUX 8             | 191,5 MHz           | 7     | 22 kW    | pozioma (H) | kierunkowa (D)                 | DVB-T              | MPEG-4    | 1 grudnia 2016              |

## Nienadawane analogowe programy telewizyjne
Programy telewizji analogowej wyłączone 28 listopada 2012 r.
| LP | Program             | Właściciel                               | Częstotliwość | Kanał | Moc ERP nadajnika | Polaryzacja |
| -- | ------------------- | ---------------------------------------- | ------------- | ----- | ----------------- | ----------- |
| 1  | TVP1                | Telewizja Polska S.A.                    | 199,25 MHz    | 9     | 100 kW            | pozioma     |
| 2  | TVP2                | Telewizja Polska S.A.                    | 519,25 MHz    | 27    | 300 kW            | pozioma     |
| 3  | Polsat              | Telewizja Polsat Sp. z o.o.              | 703,25 MHz    | 50    | 200 kW            | pozioma     |
| 4  | TVP Info/TVP Poznań | Telewizja Polska S.A. oddział w Poznaniu | 719,25 MHz    | 52    | 200 kW            | pozioma     |